# Somon Air
Somon Air (тадж. Сомон Эйр) — перша приватна таджицька авіакомпанія, що базується в аеропорту Душанбе. Виконує міжнародні пасажирські авіарейси з Душанбе, а також з Худжанда.

## Історія
Історія компанії бере початок з 2008 року. 

## Пункти призначення
Станом на 2019 року Somon Air виконує польоти в такі міста:

## Флот

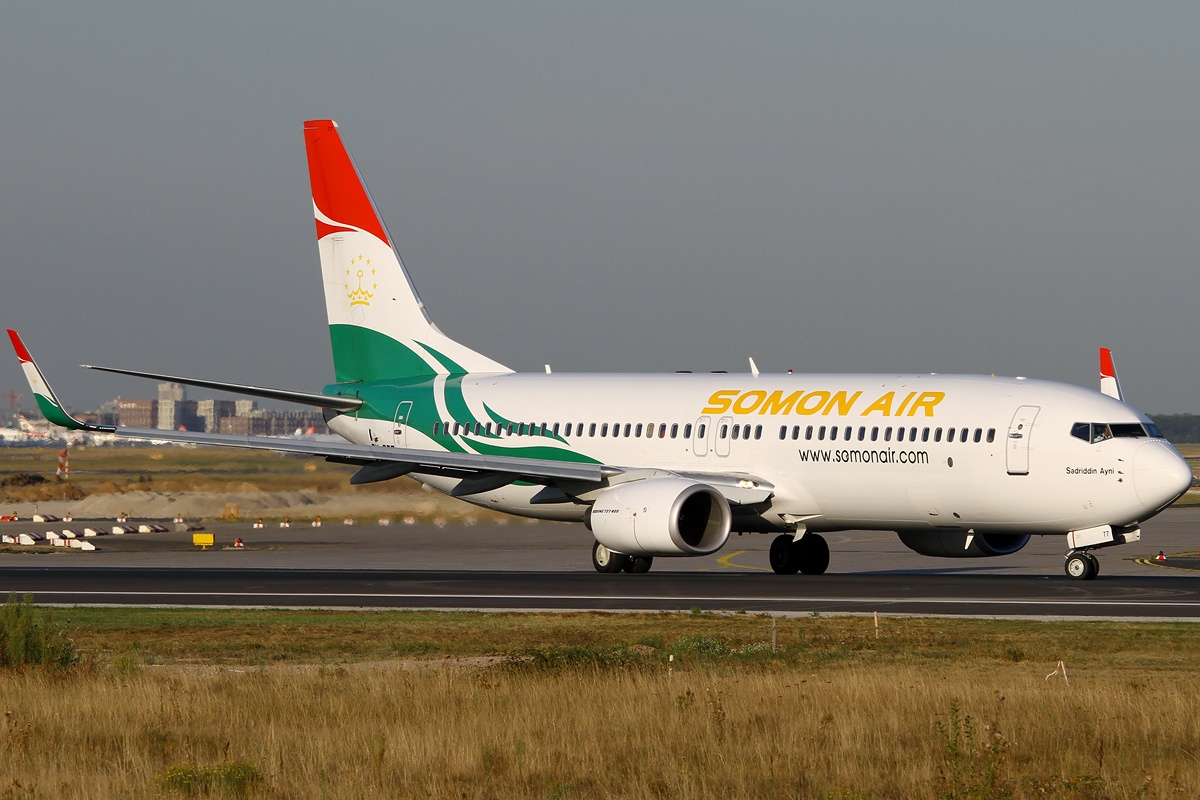
Боїнг 737-800 в аеропорту Франкфурта

На серпень 2019 року середній вік авіапарку компанії становить 5.9 року і складається з наступних типів літаків: